# Crotalus angelensis
Espèce
Synonymes
- Crotalus mitchellii angelensis Klauber, 1963

Statut de conservation UICN

 LC  : Préoccupation mineure
Crotalus angelensis est une espèce de serpents de la famille des Viperidae.

## Description
La longueur de ce serpent venimeux et vivipare atteint environ 137 centimètres.

## Répartition
Cette espèce est endémique de l'île Ángel de la Guarda en Basse-Californie au Mexique.

## Taxinomie
Certaines classifications considèrent cette espèce comme étant une sous-espèce de Crotalus mitchellii sous le nom de Crotalus mitchellii angelensis,.
De plus Hooser a proposé en 2009 la création d'un nouveau genre Matteoea et le déplacement de cette espèce dans ce genre, sous le nom Matteoea angelensis mais ces changements n'ont pas été retenus,.

## Étymologie
Son épithète spécifique, angelensis, est composé de angel et du suffixe latin -ensis, « qui vit dans, qui habite », lui a été donné en référence au lieu de sa découverte, l'île Ángel de la Guarda.

## Publication originale
- Klauber, 1963 : A new insular subspecies of the speckled rattlesnake. Transactions of the San Diego Society of Natural History, vol. 13, no 5, p. 73-80 (texte intégral).